# Gare de Montdauphin - Guillestre
Gare de Montdauphin - Guillestre vasútállomás Franciaországban, Eygliers településen.

## Vasútvonalak
Az állomást az alábbi vasútvonalak érintik:
- Veynes–Briançon-vasútvonal

## Kapcsolódó állomások
A vasútállomáshoz az alábbi állomások vannak a legközelebb:
- Gare d’Embrun
- Gare de La Roche-de-Rame (Gare de Briançon, Veynes–Briançon-vasútvonal)
- Gare de L’Argentière-les Écrins (Gare de Briançon)